# Овіні Уера
Овіні Уера (нар. 18 січня 1988) — науруанський дзюдоїст.
Брав участь у літніх Олімпійських іграх 2016 року в Ріо-де-Жанейро, серед чоловіків до 90 кг, де переміг Реніка Джеймса у другому раунді, але програв Варламу Ліпартеліані в третьому раунді. Під час церемонії закриття був прапороносцем команди Науру.